# 王偉 (演員)
王偉（1941年3月7日—2011年11月15日；另一说1939年出生），本名王永偉，香港演員，為前德興塑膠廠董事長王述唐的長子，祖籍山東省，父親王述唐早年在北角經營「德興塑膠廠」及「海味店」。王偉曾是佳藝電視、麗的電視、亞洲電視、無綫電視旗下藝人。

## 生平
王偉於1941年生於香港，1961年培僑中學畢業後，本來計劃前往美國的一所大學修讀化學工程系，出發就讀前一個星期，母親突然病重，病重期間，母親不忍與兒子分離，王偉也擔心母親的病情，於是決定因此放棄海外升學的機會留港發展。
本來可以成為一名工程師的他，也因後來偶遇導演秦劍，因而改變了他的一生，日後變成了一名演員。
演戲是王偉在培僑讀中學期間，參演話劇培養出來的興趣。

### 入行經歷
王偉於1962年投身香港電影圈，由父親的朋友介紹加入「光藝電影公司」並簽約「新藝電影公司」為基本合約演員，以拍攝粵語片而知名。其中代表作品有1966年的《播音王子》與1967年的《英雄本色》。他在1970年代轉投電視圈，曾先後效力麗的電視、亞洲電視與無綫電視拍攝過不少膾炙人口的代表作品。
1988年無線電視行政主席邵逸夫欲挖角王偉，便請藝員部主任馮美基跟王偉洽談，當時王偉已打算全面退出演藝圈移民加拿大好專心做生意，但馮美基不停地去拜訪王偉，其三顧茅廬的誠意最終打動王偉，王偉之後便跟無線電視簽約三年，1989年五月正式過檔無線。
1989年5月與「亞洲電視」約滿後，王偉便正式重返「無綫電視」，並成為無綫當時的高薪藝員。在無綫期間演出不少代表作品。
2002年退休后居于加拿大多伦多万锦市。
2011年11月15日因胃癌去世。
王偉過世消息于同年12月6日由次女王從希於「新浪微博」上透露。

### 戲劇作品
無論是在「亞洲電視」還是「無綫電視」王偉都有過不少代表的經典作品，可以說是一位「金牌綠葉」。在戲行資歷極深的王偉，也是香港電視劇中的金牌配角，塑造經典的角色無數，溫文濡雅有著一身貴氣的他，所演出的角色大多都是非富即貴。其中《鱷魚淚》中的黃德、《浣花洗劍錄》中的紫衣侯、《貂蟬》(亞洲電視劇集)中的董卓、《諸葛亮》中的曹操、《秦始皇》中的呂不韋、《神相李布衣》中的端木天威、《火玫瑰》中的喬永發、《滿清十三皇朝》中的努爾哈赤、《射鵰英雄傳》中的完顏洪烈、《西遊記》中的菩提祖師、《孽吻》中的蔣耀東、《笑傲江湖》中的岳不羣、《天龍八部》中的遼國皇帝兼蕭峰的結拜大哥耶律洪基、《鹿鼎記》中的吳三桂、《封神榜》中的蘇護，以及《尋秦記》中的烏應元等角色。

## 獎項
1986年，華僑晚報十大明星選舉「十大电视明星」。

## 家庭
妻子何夢娜（本名：何妙賢）是70年代時裝名模，兩人於1971年1月12日結婚，婚後育有兩子一女，長子王從懿、次女王從希與幼子王從耀。其中次女王從希曾參加2003年香港小姐競選。

## 外部連結
- 王偉在香港影庫上的簡介